# Inner World
Inner World — дебютный студийный альбом Далая-ламы XIV, выпущенный под именем Далая-ламы. Релиз состоялся на 85 день рождения Далая-ламы 6 июля 2020 года. Это первый раз, когда Далай-лама выпустил записанную музыку. Альбом дебютировал в нескольких чартах: 1 место в Billboard New Age Chart, 4 место в Top New Artist Album, 8 место в Billboard World Music, 13 место в Record Label Independent Album, 14 место в Current Digital Album, 17 место в Digital Album, 43 место в Top New Artist — Consumption, 55 место в Top Current Album, 98 место в Billboard Top Album и 125 в Top Albums w/TEA.

## Список композиций
| №                   | Название                     | Автор(ы)                                                 | Длительность |
| ------------------- | ---------------------------- | -------------------------------------------------------- | ------------ |
| 1.                  | «One of My Favorite Prayers» | Далай-лама, Абрахам Кунин, Дэниел Райланд, Гандхаар Амин | 3:59         |
| 2.                  | «The Buddha»                 | Далай-лама, Абрахам Кунин                                | 4:20         |
| 3.                  | «Compassion»                 | Далай-лама, Абрахам Кунин                                | 3:55         |
| 4.                  | «Courage»                    | Далай-лама, Абрахам Кунин, Жунель Кунин                  | 4:18         |
| 5.                  | «Ama La»                     | Далай-лама, Абрахам Кунин, Анушка Шанкар                 | 5:32         |
| 6.                  | «Healing»                    | Далай-лама, Абрахам Кунин                                | 3:02         |
| 7.                  | «Wisdom»                     | Далай-лама, Абрахам Кунин                                | 3:19         |
| 8.                  | «Purification»               | Далай-лама, Абрахам Кунин, Жунель Кунин                  | 3:18         |
| 9.                  | «Protection»                 | Далай-лама, Абрахам Кунин                                | 2:51         |
| 10.                 | «Children»                   | Далай-лама, Абрахам Кунин                                | 2:34         |
| 11.                 | «Humanity»                   | Далай-лама, Абрахам Кунин, Махуя Бригман-Купер           | 4:54         |
| Общая длительность: | Общая длительность:          | Общая длительность:                                      | 42:02        |

## Участники записи
- Тэнцзин Гьямцхо, spoken word

Музыка
- Абрахам Кунин
- Жунель Кунин
- Анушка Шанкар
- Дэниел Райланд
- Ганжхаар Амин
- Алекс Фрир
- Джефф Атмаджан
- Марика Ходжсон
- Стефани Браун
- Фен Икнер
- Финн Скоулз
- Касс Бэзил
- Гай Харрисон
- Рассел МакНотон
- Джон Дэвис
- Скотт Томас
- Кингсли Мелхуиш
- Настасья Вольфграмм
- Махуя Бриджман-Купер

Производство
- Чарльз Голдстак — исполнительное производство
- Жунель Кунин — запись, исполнительное производство
- Авраам Кунин — запись, композиция, постановка
- Рэнди Меррилл — мастеринг
- Аарон Невези — сведение

## Чарты
| Чарт (2020)                     | Высшая позиция |
| ------------------------------- | -------------- |
| Германия (Offizielle Top 100)   | 88             |
| Швейцария (Schweizer Hitparade) | 18             |